# Markos Botsaris
Markos Botsaris, anche noto come Marco Bozzari, in albanese Marko Boçari o Marco Botzaris (in greco Μάρκος Μπότσαρης?; Suli, 1788 – Karpenisi, 21 agosto 1823), fu un militare, condottiero e patriota arvanita, che comandò le forze greche durante la Guerra d'indipendenza greca del XIX secolo. Capo dei Sulioti, è oggi ricordato come uno dei più grandi eroi della lotta contro l'oppressione degli Ottomani.
Viene citato nel romanzo Ventimila leghe sotto i mari da Jules Verne, nel quale è definito "Leonida della Grecia moderna".

## Biografia

### Primi anni

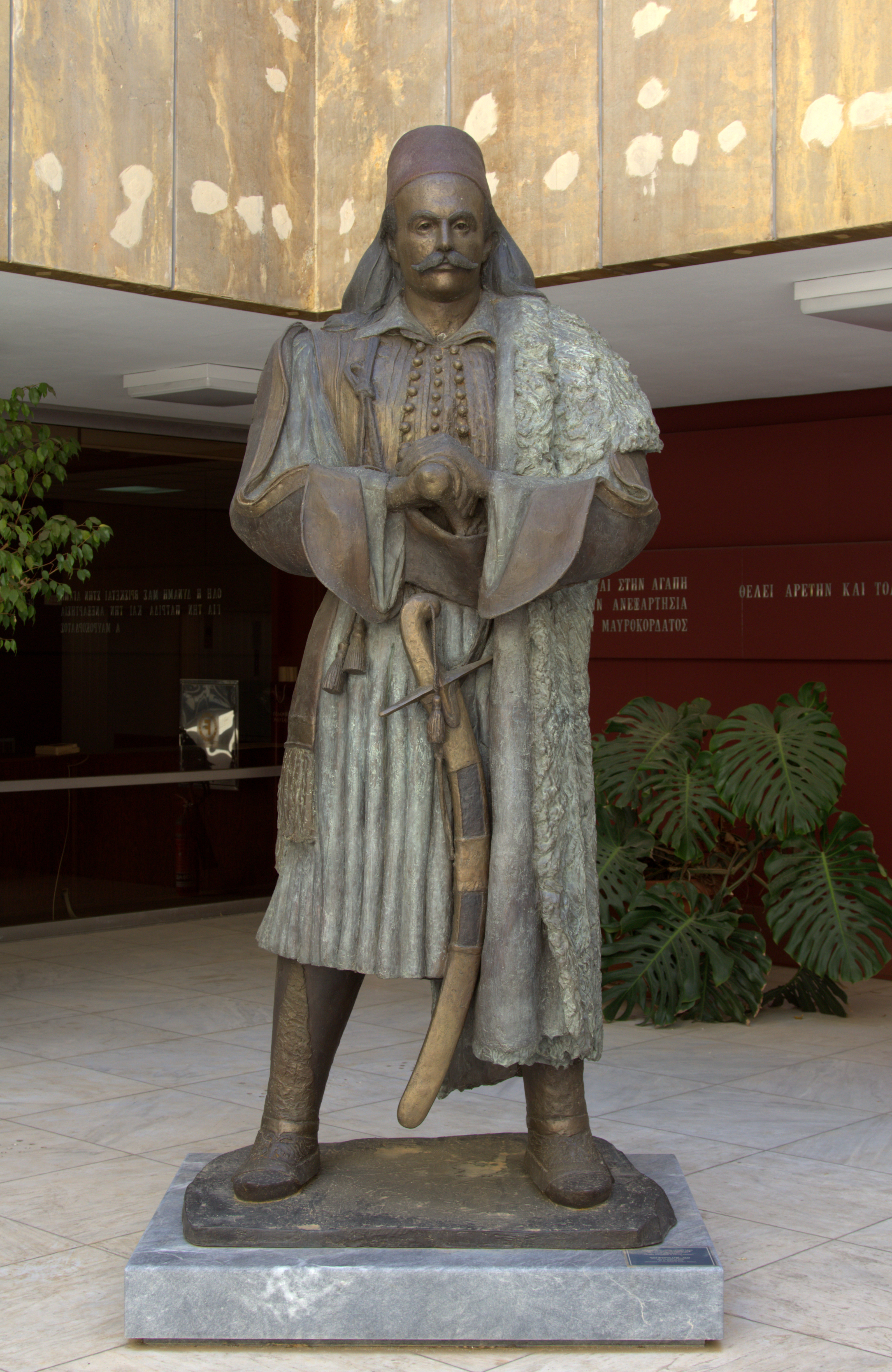
Una statua di Bozzari situata al museo della guerra di Atene.

Markos Botsaris nacque nella regione di Suli, in Epiro, ed era il secondogenito del capitano suliota Kitsos Botsaris, il quale in seguito sarebbe stato ucciso ad Arta nel 1813 per ordine di Alì Pascià di Tepeleni. La famiglia Botsaris proveniva dal villaggio di Dragani, l'attuale Ambelia, situato vicino alla città di Paramythia.
Nel 1803, dopo la presa di Suli da parte di Alì Pascià, Bozzari e i sulioti migrarono verso le isole Ionie, dove egli servì nel reggimento albanese dell'esercito francese (in francese: Régiment albanais) per undici anni e ne divenne un ufficiale. Nel 1815 Bozzari ritornò in Epiro.
Nel 1820, insieme ad altri sulioti ed a suo zio Notis Botsaris, Marco iniziò a combattere contro Alì Pascià e l'esercito ottomano nell'assedio di Giannina, ma presto i sulioti cominciarono a combattere con le truppe di Alì Pascià, dato che il "Leone di Giannina" aveva promesso loro di restituire al popolo suliota la sua terra d'origine.
Nel dicembre del 1820, Bozzari, alla guida di 300-350 uomini, attaccò l'accampamento del sultano e in seguito riuscì ad espugnare la fortezza di Vargiades. Da questa fortezza egli partì per espugnare Pente Pigadia, dove sconfisse migliaia di Ottomani. I negoziati tra gli ottomani e gli albanesi di Grecia continuarono fino al marzo del 1821, quando Christoforos Perraivos informò i sulioti dell'esistenza dell'Eteria degli Amici (Filikí Etería) e dell'imminente guerra di indipendenza che si sarebbe svolta.

### Guerra d'indipendenza greca

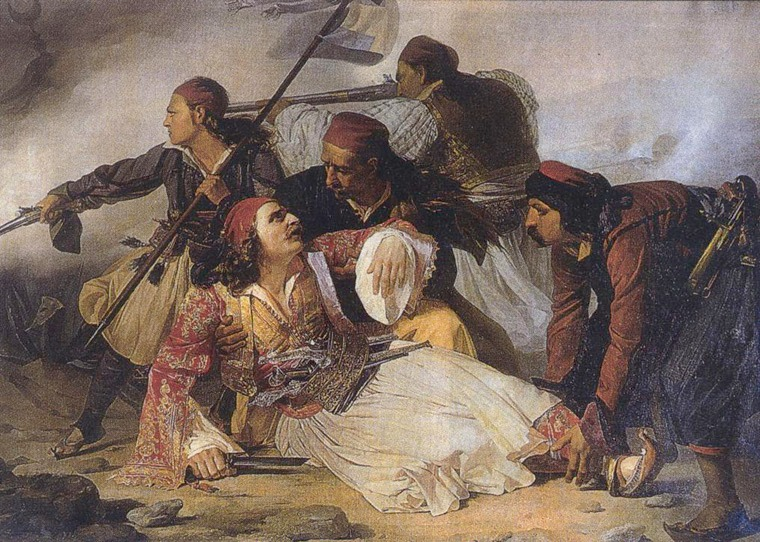
Ludovico Lipparini, La morte di Marco Bozzari, dipinto realizzato tra il 1823 e il 1856.

Nel 1821 Marco Bozzari prese parte alla rivoluzione greca assieme ad altri generali sulioti, come Kitsos Tzavelas e Notis Botsaris, e cominciò ad arruolare un esercito composto solo da sulioti.
Nel 1823 il sultano lanciò una controffensiva in Grecia, sotto la guida del viceré d'Egitto Mehmet Ali. Parte dell'esercito egiziano, un contingente forte di 13.000 uomini, doveva riprendere l'assedio di Missolungi al comando di Moustaï, pascià di Scutari. Markos Botsaris, con 2.500 montanari acarnani ed etoli e 450 Sulioti, tentò di fermare la progressione ottomana il 20 agosto (9 agosto del calendario giuliano). Cadde in combattimento, insieme a 60 dei suoi compagni, riuscendo però ad infliggere al nemico una perdita di 800 uomini, ritardandone l'avanzata. Il corpo di Markos Botsaris venne sepolto a Missolungi.

## Famiglia
Alcuni membri della famiglia Botsaris divennero delle figure importanti della politica greca dell'epoca. Il fratello di Marco, Kostas Botsaris, che combatté a Karpenisi al fianco del fratello e sopravvisse alla guerra, divenne un generale rispettato ed un parlamentare del regno di Grecia. La figlia Katerina Botsari, detta "Rosa", era al servizio della regina Amalia di Grecia e in seguito sposò un nobile appartenente alla famiglia Caragea. Il figlio Dimitrios Botsaris, nato nel 1813, fu per tre volte ministro della guerra sotto i regni di Ottone e Giorgio I.

## Nella cultura di massa

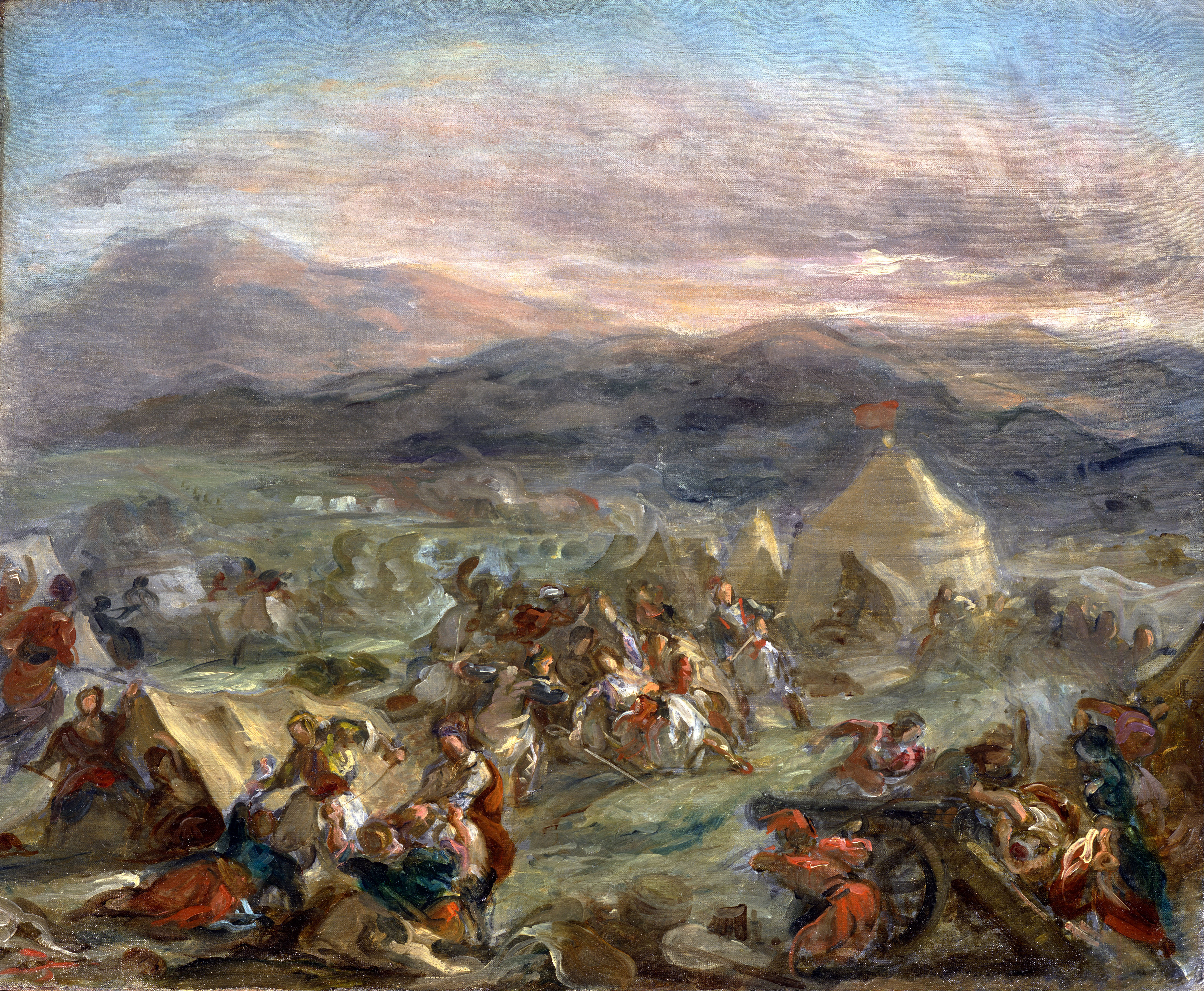
Eugène Delacroix, Botzaris sorprende l’accampamento turco e cade mortalmente ferito, 1860-1862.

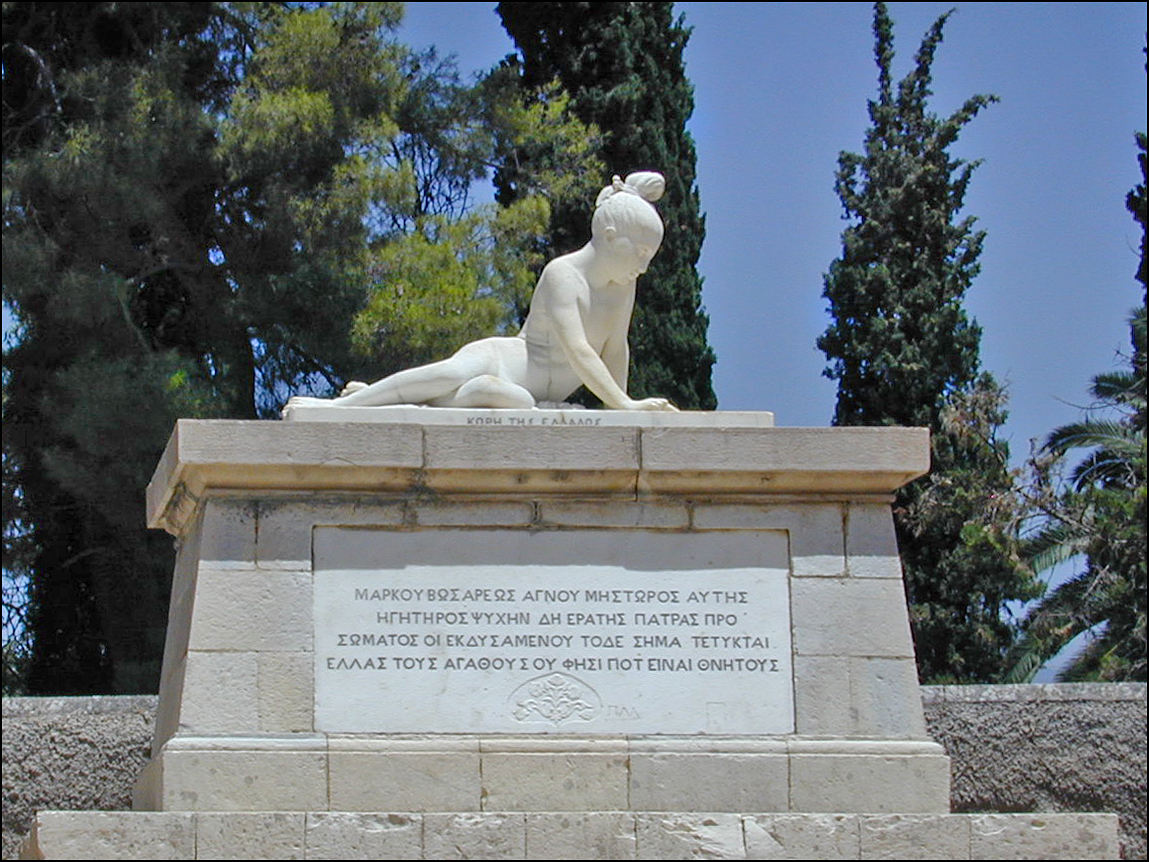
La tomba di Bozzari a Missolungi.

Molti filelleni che visitarono la Grecia ammirarono il coraggio di Bozzari e vari poeti scrissero delle poesie su di lui. Ispirandosi alle gesta dell'eroe, il poeta statunitense Fitz-Greene Halleck scrisse una poesia intitolata Marco Bozzaris e nel 1825 anche lo svizzero Juste Olivier dedicò una poesia al patriota greco. Dionisios Solomos, uno dei grandi poeti della letteratura greca moderna, dedicò all'eroe la poesia A Márkos Bótsaris.
La morte di Bozzari durante la battaglia di Karpenisi divenne un tema artistico ripreso da vari pittori, come gli italiani Ludovico Lipparini e Filippo Marsigli e il francese Eugène Delacroix.
Nel 1858, il compositore zacintio Paolo Carrer compose l'opera lirica Marco Bozzari in onore dell'eroe arvanita. Nello stesso anno, alcuni brani musicali dell'opera vennero suonati ad Atene in presenza del re Ottone di Grecia.
Lo scultore francese David d'Angers realizzò un monumento per la tomba di Bozzari a Missolungi che raffigura una giovane greca che legge il nome dell'eroe inciso sulla pietra. Questa scultura è una copia dell'originale esposto al museo storico nazionale di Atene.
Markos Botsaris era inoltre raffigurato sulla moneta da 50 lepta in circolazione dal 1976 al 2001.
Il nome della stazione della metropolitana di Parigi "Botzaris" è un omaggio all'eroe arvanita.